# Antonio González Guerrero
Antonio González Guerrero (habitualmente conocido como Antonio González-Guerrero) (Corullón, León, 1954 - Madrid, 2004), fue un periodista y poeta berciano.

## Biografía
Cursó estudios de Filología Española en la Universidad de León, de Traducción e Interpretación en la Facultad “Lucien Cooremans” de Bruselas y de Filología Francesa en esa capital, en París y en Madrid.
En 1975 obtuvo el grado de Titulado Superior en Estudios Franceses Modernos y en 1976 fue profesor de Lengua Francesa.

## Premios
- Premio “Vela Síller” (1985)[10]
- Premio Internacional de Poesía “Juan Alcaide” (1992) por el poemario "Bajo la agria luz de los cerezos".[11]
- Premio de poesía “Ciudad de Toledo” (1996).[11]
- XXIV premio “Bahía” de poesía (2000) por el poemario "Recurso a la memoria".[11]

## Citas
La poesía es aquello capaz de conmovernos, de emocionarnos, de producir en nosotros un goce, un deleite, una sensación.
Los hombres sin raíces tienen el vuelo corto como un gallo

## Homenajes
El 26 de diciembre de 2008 tuvo lugar en Corullón un acto de homenaje a su memoria en el que se presentaron a título póstumo sus dos últimas obras y se le puso su nombre a la calle en que nació y vivió su infancia.
En 2011 el Instituto de Estudios Bercianos le dedicó las VI Jornadas de Autor. En el homenaje participaron Carlos López Riesco, alcalde de Ponferrada, Luis Alberto Cobo, alcalde de Corullón, Agustín García Millán, alcalde de Villafranca, Yolanda Ordás, Beatriz Villacañas, José María Balcells, Carmen Busmayor, José Enrique Martínez y Rogelio Blanco.